# Никита Персијанац
Никита је био византијски војсковођа из 7. века. Био је син и наследник сасанидског персијског генерала и кратко био у служби код шаха Шахрбараза.

## Биографија
Никаита је био син Шахрбраза, познатог персијког војсковође који је предводио сасанидску војску у Сирији, Анадолији и Египту током Византијско-сасанидског рата 602-628. Након завршетка рата, Шахрбараз наставио је да држи под својом управом Египат и подручје Леванта, до почетка 629. Године када их је предао назад византијском цару Ираклију у замену за византијску подршку приликом његовог доласка на персијски престо. Према спразуму, Никити, кога је Ираклије признао за Шахрбразовог наследника, додељена је византијска титула патриција, док је његова сестра Ника удата за Теодосија, једног од Ираклијевих синова. Никита је са још једним од своје браће доведен на византијски двор, практично као талац. Као знак њиховог савеза, у преиоду лето / рана јесен 629, Никита је вратио хришћанске реликвије Светог Спужва и Свето копље Ираклију из Јерусалима, који је још био под контролом Шахрбаразових перзијских трупа. Вероватно је у овом тренутку Никита прешао у хришћанство; будући да је он био наследник свог оца, то је отворило изгледе за христијанизацију Персије ако би Шахрбараз успео да одржи своју моћ тамо. 
Санкон убиства свога оца, Никита је остао у служби на византијском двору, и поново се појавио 636. Године као један од мноштва византијских заповедника против муслиманских Арапа у бици код Јармука, иако је војска коју је предводио непозната. Преживео је византијски пораз код Јармука и побегао у Емесу, одакле је контактирао калифа Омара. Никита је наводно понудио да помогне Арапима да освоје Персију, али Омар није имао поверења у њега па је наредио да га погубе што је и учињено. 